# Viktor Balck
Viktor Gustaf Balck (Karlskrona, 25 aprile 1844 – Stoccolma, 31 maggio 1928) è stato un generale e dirigente sportivo svedese, membro fondatore del Comitato Olimpico Internazionale e considerato come "padre dello sport svedese".

## Biografia
Nato a Karlskrona, città svedese situata nella parte meridionale del paese e affacciata sul mar Baltico, Balck si dedicò alla navigazione fin dalla gioventù. Nel 1861 entrò nel Militärhögskolan Karlberg, l'accademia militare di Stoccolma, come cadetto ufficiale della Marina svedese; dopo qualche mese tuttavia chiese e ottenne il trasferimento nel Svenska armén, l'esercito svedese. Divenne sottotenente nel reggimento Närke nel 1866, arrivando al grado di tenente nel 1875 e di capitano nel 1884, sempre nello stesso reggimento. Fu promosso maggiore dell'esercito svedese nel 1894, tenente colonnello nel 1900 e colonnello nel 1904. Nel 1909 passò alla lista di riserva e nel 1914 ricevette la promozione onoraria a maggior generale.
Durante la carriera militare, Balck si dedicò quasi interamente allo sport. Subito dopo aver completato la sua formazione da ufficiale, Black frequentò il corso pedagogico-militare presso il Gymnastik- och idrottshögskolan (Istituto reale di ginnastica) dal 1866 al 1868, cominciando in questo periodo a praticare alcuni sport, come la scherma e la ginnastica. Fu assistente istruttore di ginnastica a Karlberg dal 1868 al 1870, poi insegnante di ginnastica presso la Arméns rid- och körskola ("Scuola di equitazione dell'esercito svedese") a Strömsholm dal 1870 al 1872. Da giovane ufficiale e insegnante di ginnastica, Balck aveva l'impressione che in Svezia l'esercizio fisico volontario e le attività sportive al di fuori dell'esercito e delle scuole non fossero sviluppate rispetto alla situazione contemporanea in molti altri paesi. Determinato a cambiare questa situazione, dal 1870 partecipò alla formazione di diverse organizzazioni sportive e alla fondazione di alcune riviste correlate. Durante questo periodo, gli sport organizzati svedesi presero forma e Balck ne divenne una figura di spicco. Balck fu nominato poi istruttore di ginnastica militare e scherma presso il Gymnastik- och idrottshögskolan nel 1885, venendo poi promosso come istruttore capo nelle stesse discipline nel 1887; dal 1907 al 1909 assunse anche la carica di direttore dell'Istituto.
Balck fu anche protagonista dell'emergente movimento sportivo internazionale della fine del XIX secolo. Nel 1894 partecipò al I Congresso Olimpico, divenendo uno dei membri fondatori del Comitato Olimpico Internazionale (CIO). Fu anche una delle figure di spicco che organizzarono dal 1901 i Giochi nordici e uno dei due vicepresidenti del Comitato Olimpico Svedese dal 1913 alla sua morte. Fu anche presidente dell'International Skating Union dal 1894 al 1924. Grazie alla sua influenza, i Giochi della V Olimpiade furono assegnati a Stoccolma, facendo poi parte anche del comitato organizzatore.